# Acrolophus furcatus
Acrolophus furcatus är en fjärilsart som beskrevs av Walsingham 1887. Acrolophus furcatus ingår i släktet Acrolophus och familjen Acrolophidae. Inga underarter finns listade i Catalogue of Life.